# Sheppard
Sheppard (Шеппард) - австралійський інді-поп гурт, створений 2009 року в Бри́сбені, Австралія. Їхній перший студійний альбом "Bombs away", випущений 11 липня 2014, досяг другого місця в ARIA Charts, а також був нагороджений золотою відзнакою Австралійської асоціації компаній звукозапису, коли їхній другий сингл "Geronimo" провів три тижні на першому місці ARIA Singles Charts і отримав статус 5× платинового.
На ARIA Music Awards 2013 року Sheppard був названий кращим незалежним релізом за сингл "Let Me Down Easy". На церемонії 2014 року були номіновані в нагородах: альбом року, краща група, кращий незалежний реліз, кращий поп реліз, пісня року та краще відео.

## Історія

### Ранні роки та освіта (2009-2013)
У 2009 році Sheppard сформувалися як дует Джорджа та Емі Шеппард. Емі сказала потім: "Я повинна була написати пісню і хотіла, щоб вона була  "

## Учасники гурту

### Теперешні учасники
- Джордж Шеппард - вокал, клавішні, фортепіано (2009 - донині)
- Емі Шеппард - провідний вокал, губна гармошка (2009 - донині)
- Майкл Батлер - лідер-гітара, бек-вокал (2011- донині)
- Джей Бовіно - ритм-гітара, бек-вокал (2011- донині)
- Емма Шеппард - бас, бек-вокал (2011- донині)
- Дін Гордон - ударні, перкусія (2013- донині)

### Колишні учасники
- Джаред Тредлі - барабани, перкусія (2012-13)

## Дискографія
- "Bombs Away" (2014)